# Estación Ataliva
Ataliva era una estación de ferrocarril ubicada en la ciudad homónima, departamento Castellanos, provincia de Santa Fe, Argentina.

## Historia
Desde Santa Fe partió hacia Esperanza, San Carlos y Pilar, el ferrocarril de Las Colonias para cubrir una distancia de cien kilómetros.
Al poco tiempo, desde esta última estación partió una prolongación a Rafaela y Lehmann.
En el año 1886 se siguió el tendido hacia San Cristóbal, pasando por Ataliva, Humberto Primo y demás localidades.
La firma Hume Hnos. apoderados de la empresa John G. Meiggs and Son -Co de Londres presentaron al gobierno planillas de ubicación de estaciones, figurando Ataliva en el kilómetro 120 de la línea con una estación de tercera clase.

## Servicios
No presta servicios de pasajeros ni de cargas. Sus vías corresponden al Ramal F2 del Ferrocarril General Belgrano. Sus vías e instalaciones están concesionadas a la empresa Trenes Argentinos Cargas.
Hasta inicios de la década de 1980, prestaba servicios de pasajeros de media distancia entre la estación Santa Fe hasta la estación San Cristóbal.